# Maurice Couyba
Charles-Maurice Couyba, né le 1er janvier 1866 à Dampierre-sur-Salon (Haute-Saône) et mort le 18 novembre 1931 à Paris (14e), est un homme politique français. Sous le pseudonyme de Maurice Boukay, il fut également poète et chansonnier.
Georges Brassens a interprété sa chanson Tu t'en iras les pieds devant (musique de Marcel Legay ; lire en ligne (Wikisource)). En 1913, un de ses poèmes, Des pas dans l'allée, est mis en musique par Camille Saint-Saëns.
Du point de vue politique il interpelle en 1919, le ministre des finances Louis-Lucien Klotz pour connaître ses intentions en ce qui concerne la répudiation des emprunts russes.

## Mandats politiques
- Député de la Haute-Saône de 1897 à 1907
- Sénateur de la Haute-Saône de 1907 à 1920
- Ministre du Commerce et de l'Industrie du 27 juin 1911 au 14 janvier 1912 dans le gouvernement Joseph Caillaux
- Ministre du Travail et de la Prévoyance sociale du 13 juin au 26 août 1914 dans le gouvernement René Viviani (1)

## Publications

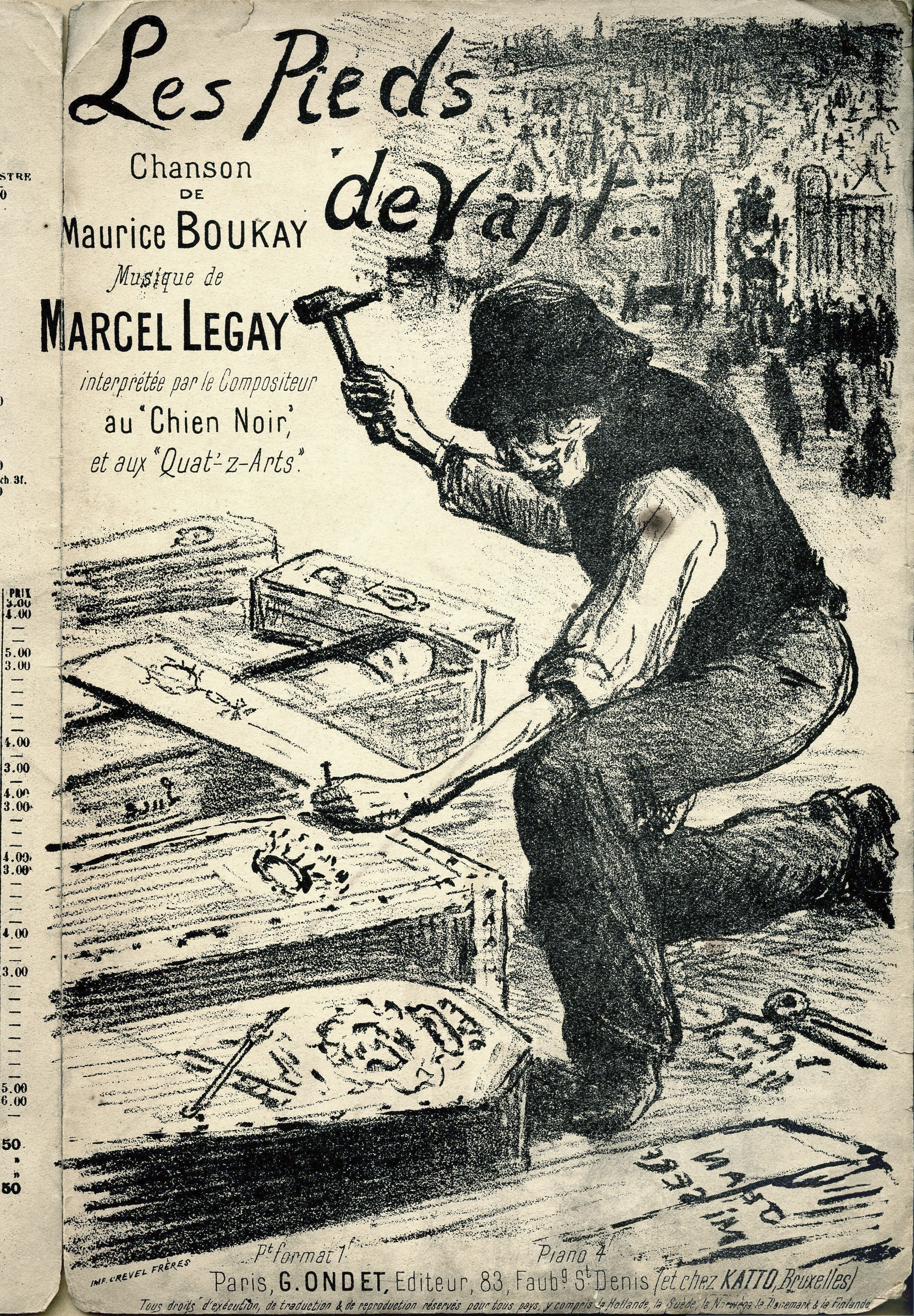
Les pieds devant, chanson écrite vers 1890

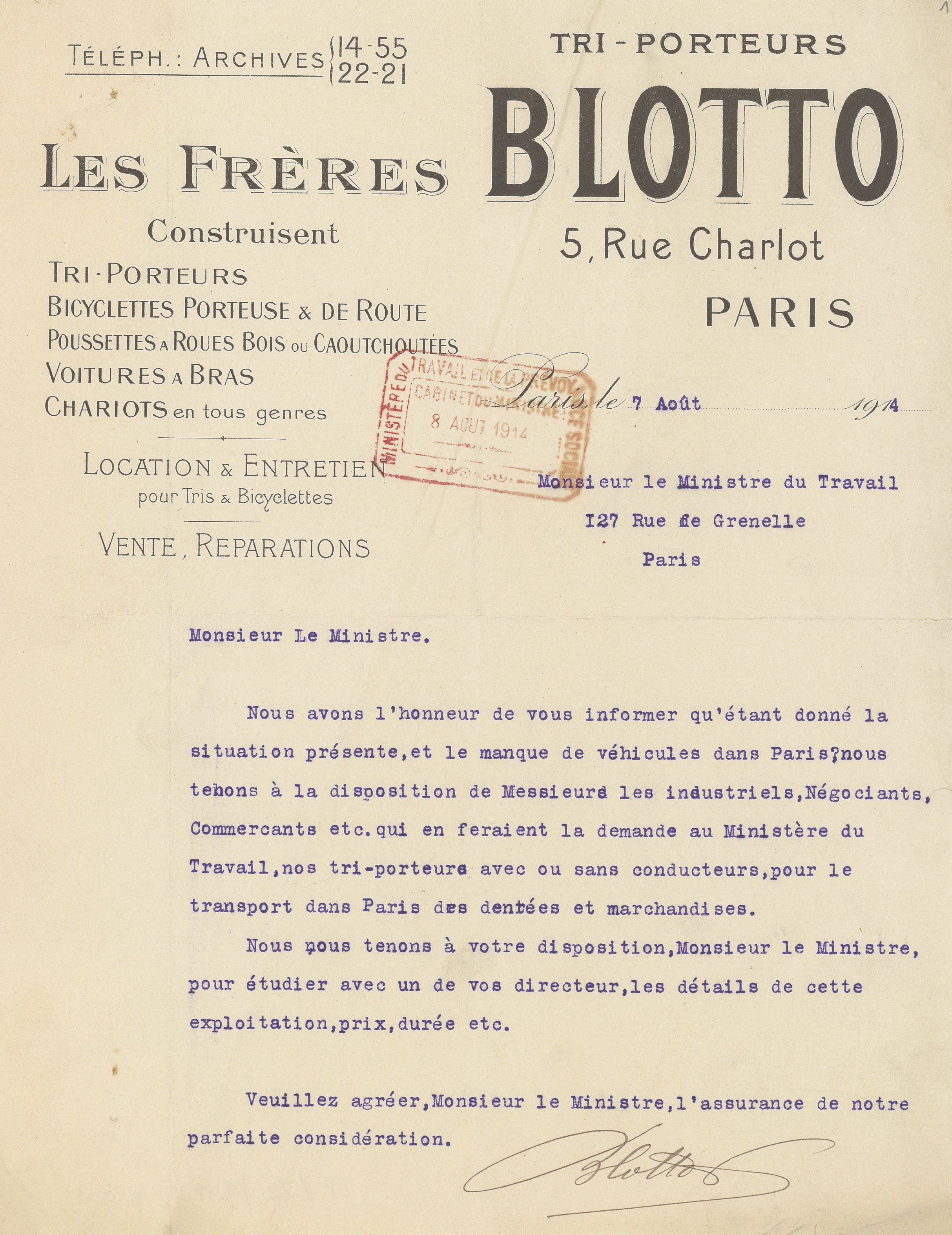
Lettre des frères Blotto, constructeurs de véhicules à Paris À Maurice Couyba, ministre du Travail. 7 août 1914. Archives nationales de France.

- L'Escholier et l'Étudiant, saynète infernale, avec Gabriel Montoya, représentée à la fête de l'Association générale des étudiants de Lyon, Casino des arts, 23 mars 1890
- Chansons d'amour, préface de Paul Verlaine, 1893
- Nouvelles chansons : rêves, joies, regrets, préface de Sully Prudhomme, 1895 Texte en ligne
- Chansons rouges (Wikisource), musique de Marcel Legay, illustrations de Steinlen, 1897
- Classiques et modernes. La réforme de l'enseignement secondaire, 1901 Texte en ligne
- L'Art et la démocratie : les écoles, les théâtres, les manufactures, les musées, les monuments, 1902 Texte en ligne
- Les Beaux-Arts et la nation, 1908 Texte en ligne
- La Chanson des mois pour la jeunesse, musique de Marcel Legay, 1913
- Panurge, haulte farce musicale en 3 actes, d'après Rabelais, avec Georges Spitzmuller, musique de Jules Massenet, Paris, Théâtre lyrique municipal, avril 1913
- Françoise, drame lyrique en 4 actes, avec Édouard Francklin, musique de Charles Pons, Lyon, Grand Théâtre, novembre 1913
- Le Parlement français, 1914
- La Revue Nocturne, mélodie de Georges Hesse chantée pour la première fois par Mr Noté, de l'opéra, le 26 avril 1918 au grand gala militaire de "L'Automobile aux armées", présidé par Mr Clemenceau (œuvre dédiée au Maréchal Joffre), Paris, éditions Louis Rouhier.

## Sources
- « Maurice Couyba », dans le Dictionnaire des parlementaires français (1889-1940), sous la direction de Jean Jolly, PUF, 1960 [détail de l’édition]